# Fizička kosmologija
Fizička kosmologija je grana kosmologije koja se bavi proučavanjem kosmoloških modela. Kosmološki model, ili jednostavno kosmologija, daje opis struktura i dinamike univerzuma najvećih razmera i omogućava proučavanje fundamentalnih pitanja o njegovom poreklu, strukturi, evoluciji i konačnoj sudbini. Kosmologija kao nauka nastala je od Kopernikanskog principa, koji podrazumevaju da se nebeska tela povinjavaju identičnim fizičkim zakonima kao na Zemlji, i Njutnove mehanike, koja je prva omogućila razumevanje tih fizičkih zakona.
Fizička kosmologija, kako se sada razume, počela je razvojem opšte teorije relativnosti Alberta Ajnštajna 1915. godine, praćena velikim opservacijskim otkrićima 1920-ih: prvo, Edvin Habl je otkrio da univerzum sadrži ogroman broj spoljašnjih galaksija izvan Mlečnog Način; zatim, rad Vesta Slifera i drugih pokazao je da se univerzum širi. Ovaj napredak je omogućio da se spekuliše o poreklu univerzuma i omogućio uspostavljanje teorije Velikog praska, od strane Žorža Lemetra, kao vodećeg kosmološkog modela. Nekoliko istraživača i dalje zagovara nekoliko alternativnih kosmologija; međutim, većina kosmologa se slaže da teorija Velikog praska najbolje objašnjava zapažanja.
Dramatični napredak u opservacionoj kosmologiji od 1990-ih, uključujući kosmičku mikrotalasnu pozadinu, udaljene supernove i istraživanje crvenog pomaka galaksije, doveo je do razvoja standardnog modela kosmologije. Ovaj model zahteva da univerzum sadrži velike količine tamne materije i tamne energije čija priroda trenutno nije dobro shvaćena, ali model daje detaljna predviđanja koja se odlično slažu sa mnoštvom različitih zapažanja.
Kosmologija se u velikoj meri oslanja na rad više različitih oblasti istraživanja u teorijskoj i primenjenoj fizici. Oblasti relevantne za kosmologiju uključuju eksperimente i teoriju fizike čestica, teorijsku i opservacionu astrofiziku, opštu relativnost, kvantnu mehaniku i fiziku plazme.

## Literatura
- Greene, Brian (2005). The Fabric of the Cosmos. Penguin Books Ltd. ISBN 978-0-14-101111-0.
- Guth, Alan (1997). The Inflationary Universe: The Quest for a New Theory of Cosmic Origins. Random House. ISBN 978-0-224-04448-6.
- Hawking, Stephen W. (1988). A Brief History of Time: From the Big Bang to Black Holes. Bantam Books, Inc. ISBN 978-0-553-38016-3.
- Hawking, Stephen W. (2001). The Universe in a Nutshell. Bantam Books, Inc. ISBN 978-0-553-80202-3.
- Ostriker, Jeremiah P.; Mitton, Simon (2013). Heart of Darkness: Unraveling the mysteries of the invisible Universe. Princeton, NJ: Princeton University Press. ISBN 978-0-691-13430-7.
- Singh, Simon (2005). Big Bang: The Origin of the Universe. Fourth Estate. Bibcode:2004biba.book.....S. ISBN 978-0-00-716221-5.
- Weinberg, Steven (1993). The First Three Minutes. Basic Books. ISBN 978-0-465-02437-7.
- Cheng, Ta-Pei (2005). Relativity, Gravitation and Cosmology: a Basic Introduction. Oxford and New York: Oxford University Press. ISBN 978-0-19-852957-6. Introductory cosmology and general relativity without the full tensor apparatus, deferred until the last part of the book.
- Baumann, Daniel (2022). Cosmology. Cambridge: Cambridge University Press. ISBN 978-0-19-852957-6. Modern introduction to cosmology covering the homogeneous and inhomogeneous universe as well as inflation and the CMB.
- Dodelson, Scott (2003). Modern Cosmology. Academic Press. ISBN 978-0-12-219141-1. An introductory text, released slightly before the WMAP results.
- Gal-Or, Benjamin (1987) [1981]. Cosmology, Physics and Philosophy. Springer Verlag. ISBN 0-387-90581-2.
- Grøn, Øyvind; Hervik, Sigbjørn (2007). Einstein's General Theory of Relativity with Modern Applications in Cosmology. New York: Springer. ISBN 978-0-387-69199-2.
- Harrison, Edward (2000). Cosmology: the science of the universe. Cambridge University Press. ISBN 978-0-521-66148-5. For undergraduates; mathematically gentle with a strong historical focus.
- Kutner, Marc (2003). Astronomy: A Physical Perspective. Cambridge University Press. ISBN 978-0-521-52927-3. An introductory astronomy text.
- Kolb, Edward; Michael Turner (1988). The Early Universe. Addison-Wesley. ISBN 978-0-201-11604-5. The classic reference for researchers.
- Liddle, Andrew (2003). An Introduction to Modern Cosmology. John Wiley. ISBN 978-0-470-84835-7. Cosmology without general relativity.
- Liddle, Andrew; David Lyth (2000). Cosmological Inflation and Large-Scale Structure. Cambridge. ISBN 978-0-521-57598-0. An introduction to cosmology with a thorough discussion of inflation.
- Mukhanov, Viatcheslav (2005). Physical Foundations of Cosmology. Cambridge University Press. ISBN 978-0-521-56398-7.
- Padmanabhan, T. (1993). Structure formation in the universe. Cambridge University Press. ISBN 978-0-521-42486-8. Discusses the formation of large-scale structures in detail.
- Peacock, John (1998). Cosmological Physics. Cambridge University Press. ISBN 978-0-521-42270-3. An introduction including more on general relativity and quantum field theory than most.
- Peebles, P. J. E. (1993). Principles of Physical Cosmology. Princeton University Press. ISBN 978-0-691-01933-8. Strong historical focus.
- Peebles, P. J. E. (1980). The Large-Scale Structure of the Universe. Princeton University Press. ISBN 978-0-691-08240-0. The classic work on large-scale structure and correlation functions.
- Rees, Martin (2002). New Perspectives in Astrophysical Cosmology. Cambridge University Press. ISBN 978-0-521-64544-7.
- Weinberg, Steven (1971). Gravitation and Cosmology. John Wiley. ISBN 978-0-471-92567-5. A standard reference for the mathematical formalism.
- Weinberg, Steven (2008). Cosmology. Oxford University Press. ISBN 978-0-19-852682-7.

## Spoljašnje veze
- Cambridge Cosmology – from Cambridge University (public home page)
- Cosmology 101 – from the NASA WMAP group
- Center for Cosmological Physics. University of Chicago, Chicago.
- Origins, Nova Online – Provided by PBS.
- Gale, George, "Cosmology: Methodological Debates in the 1930s and 1940s", The Stanford Encyclopedia of Philosophy, Edward N. Zalta (ed.)
- Madore, Barry F., "Level 5 : A Knowledgebase for Extragalactic Astronomy and Cosmology". Caltech and Carnegie. Pasadena, California.
- Tyler, Pat, and Phil Newman "Beyond Einstein Архивирано на веб-сајту  (29. април 2004)". Laboratory for High Energy Astrophysics (LHEA) NASA Goddard Space Flight Center.
- Wright, Ned. "Cosmology tutorial and FAQ". Division of Astronomy & Astrophysics, UCLA.
- George Musser (фебруар 2004). „Four Keys to Cosmology”. Scientific American. Приступљено 22. 3. 2015.
- Cliff Burgess; Fernando Quevedo (новембар 2007). „The Great Cosmic Roller-Coaster Ride”. Scientific American (print). стр. 52—59. „(subtitle) Could cosmic inflation be a sign that our universe is embedded in a far vaster realm?”